# Guillaume Pineault
Pour les articles homonymes, voir Pineault.
Guillaume Pineault est un humoriste  québécois natif de Saint-Hyacinthe.
Dans Vulnérable, Guillaume Pineault livre un deuxième spectacle authentique et accessible, où il mêle humour et confidences personnelles avec aisance.

## Scène
- 2013 Festival d’Humour Abitibi-Témiscamingue (Val-d'Or)
- 2014 Un Solide Plan B et Potter Comédie Show au Zoofest
- 2015-2016 Show XXX au Zoofest
- 2015-2016 Gala des Refusés au Zoofest
- 2015-2019 Première partie Phil Roy
- 2016 À la maison au Zoofest [2]
- 2016 La dernière heure de ma blonde au Zoofest
- 2017 Candide au Zoofest
- 2017 Gala Table d’hôte au 10e anniversaire du Zoofest [3]
- 2017 Gala ComediHa! de Phil Roy [4]
- 2018 Gala Juste pour rire de Laurent Paquin
- 2019 Gala Juste pour rire d’Anne-Élisabeth Bossé [5]
- 2019 Gala ComediHa! de Phil Roy [6]
- 2019 Gala Vin et hommages au Grand Montréal Comique
- 2019 Carte Blanche des Grandes Crues au Grand Montréal Comique
- 2019 Tournée ROSEQ
- 2019-2020 Première partie de Patrick Groulx
- 2020 Premier one-man-show Détour [7]
- 2020 Le projet parallèle, soirées d'humour présentée par Phaneuf [8]

## Télévision
- 2013-2014 Grand Rire Comédie Club
- 2014 Les Soirées Mercredis Juste pour Rire à MAtv
- 2015-2017 ComediHa! Club porté à l’écran sous le titre Trait d’humour
- 2016-2019 Collaborateur, ALT, VRAK
- 2017-2018 Collaborateur OD+ en direct à Musique + et Noovo
- 2018 La Guerre des clans à Noovo
- 2018 Le Tricheur à TVA
- 2018 Open mic de … Katherine Levac et Patrick Groulx à Noovo
- 2019 Open mic de… Réal Béland et Patrick Groulx à Noovo
- 2019 Ceci n’est pas un talk show à Z télé
- 2019 Des squelettes dans le placard à ICI Radio-Canada télé
- 2019 Génial ! à Télé-Québec
- 2019 Comédie sur mesure à Z télé
- 2019 Phil s’invite ! à Noovo
- 2019 Les dieux de la danse à ICI Radio-Canada télé
- 2019 Le show de Rousseau à Noovo
- 2019 En rodage à Z télé
- 2019 Collaborateur OD Extra à Noovo
- 2019-2020 Silence on joue ! à ICI Radio-Canada télé
- 2019-2020 Sucré Salé à TVA
- 2020 Coups de cochons à Z télé
- 2020 La semaine des 4 Julie à Noovo

## Radio
- 2018-2019 Invité chouchou à l’Été c’est Fantastique à 107,3 Rouge
- 2018-2020 Chroniqueur à l'émission Véronique et les Fantastiques à 107,3 Rouge
- 2020 (Été) Chroniqueur à On est tous debout à 107,3 Rouge

## Distinctions
- 2011-2013-2014 Demi-finaliste à En route vers mon premier gala Juste pour rire
- 2013 Finaliste au Festival d’Humour Abitibi-Témiscamingue (Val-d'Or)
- 2019 Nomination pour le prix Découverte de l’année au Gala Les Olivier [9]

## Autres
- 2017-2020 Porte-parole de la Fondation des enfants de l’école Jean-Piaget
- 2019 Capsules web Bain de foule pour Bell Média
- 2020 Capsules web Bain d’histoire pour Bell Média
- 2020 Animation du jeu virtuel en direct Prends pas ça pour du cash pour les caisses Desjardins

## Œuvre

### Roman
- Elle r'viendra pas, Camille, Montréal, Les Éditions Cardinal, 8 novembre 2022, 396 p. (ISBN 978-2-9250-7876-0)[10]